# 罗列 (新闻学家)
罗列（1921年7月18日—2012年9月22日）原名卢鸿略，又名俞家庆，广东澄海县冠山乡人。中国新闻记者、报刊主编、新闻教育家。

## 生平
1940年，毕业于上海民治新闻专科学校，同年加入新四军。1941年至1948年，历任《江淮日报》、《淮海报》、《苏中报》记者，《新东台报》总编辑，《江海导报》副总编辑、华中《新华日报》编委和经理。
1948年至1953年，历任华中新闻专科学校教育长、苏南新闻专科学校（1949年6月，华中新闻专科学校更名为苏南新闻专科学校）教育长，华中大学新闻副系主任，上海《解放日报》编委。
1953年，罗列调入北京大学中文系，历任中文系新闻编辑专业副教授兼新闻教研室主任、中文系副主任。1958年6月，随着北京大学中文系新闻专业并入中国人民大学新闻系，罗列改任中国人民大学新闻系副主任。1961年，任中国人民大学新闻系主任。文化大革命期间，罗列、余致浚、张隆栋被下放至北京第一机床厂宣传科从事文字工作，任职期间，该厂派赵兹同这三人结合，为北京出版社撰写书稿。其间，1971年4月，中国人民大学遭到撤销。后来，罗列调到中国科学院哲学社会科学部，1973年邓小平复出时，负责筹办《思想战线》杂志，但该杂志由于反击右倾翻案风的影响而未能创刊。
1978年7月7日，国务院批准恢复成立中国人民大学，同月中国人民大学复校，新闻系随之恢复。1978年8月，罗列重新担任中国人民大学新闻系主任。1981年9月10日至1985年10月15日，任汕头大学副校长。1983年4月至1988年1月，任广东省第六届人民代表大会代表。罗列还曾任中华全国新闻工作者协会理事、首都新闻学会常务理事。
于2012年9月22日12时因病医治无效在北京逝世，享年91岁。

## 著作
- 《中国报刊史略》
- 《目前新闻教育的几个问题》
- 《十年来的我国新闻教育》